# Brahmina abdominalis
Brahmina abdominalis är en skalbaggsart som beskrevs av Brenske 1903. Brahmina abdominalis ingår i släktet Brahmina och familjen Melolonthidae. Inga underarter finns listade.